# Göppingen
Göppingen  (švapski:Geppenge) je grad u njemačkoj saveznoj pokrajini Baden-Württemberg. Nalazi se 40 km istočno od Stuttgarta na rijeci Fils. Smješten je u podnožju brda Hohenstaufen i sjediše je istoimenog okruga. Unutar područja grada nalazi se selo Hohenstaufen s ruševinama dvorca Hohenstaufen. 
Prostire se na sjevernoistočnim rubu gorja Švapske Jure.

## Šport
Frisch Auf Göppingen je rukometni klub iz grada koji se natječe u 1. njemačkoj lizi.

## Gradovi pobratimi
- Foggia, Italija
- Klosterneuburg, Austrija
- Pessac,  Francuska, od 2000
- Sonneberg,  Njemačka

## Poznate osobe
- Jürgen Klinsmann-nogometaš